# 鎧岳城
鎧岳城（よろいだけじょう）は、大分県豊後大野市大野町の鎧ヶ岳山にあった日本の城。

## 沿革
鎧岳城があった大野町の南には、大神氏の流れをくむ緒方氏の緒方町、そして西には同じく大神氏の流れをくむ志賀氏の朝地町があり、新たに豊後に下って来た大友氏にとっては敵地の喉元に位置する場所となる。そのため豊後南部衆を抑えるために、戸次氏がここに領地を置き続けた。